# Bâgé-la-Ville
Bâgé-la-Ville ist eine ehemalige französische Gemeinde mit 3.172 Einwohnern (Stand: 1. Januar 2022) in der Region Auvergne-Rhône-Alpes im Département Ain. Sie war dem Kanton Replonges und dem Arrondissement Bourg-en-Bresse zugeteilt. Die Einwohner werden Bagésiens genannt.
Mit Wirkung vom 1. Januar 2018 wurden die früher selbstständigen Gemeinden Bâgé-la-Ville und Dommartin zur Commune nouvelle Bâgé-Dommartin zusammengelegt und haben in der neuen Gemeinde den Status einer Commune déléguée. Der Verwaltungssitz befindet sich in Bâgé-la-Ville.

## Geografie
Bâgé-la-Ville liegt in der Landschaft Bresse, rund zehn Kilometer östlich von Mâcon. Durch die Gemeinde fließt die Loëze, die in die Saône mündet. Umgeben wird Bâgé-la-Ville von den Nachbargemeinden Chevroux im Norden, Dommartin im Nordosten, Saint-Didier-d’Aussiat im Osten, Saint-Genis-sur-Menthon im Südosten, Saint-Cyr-sur-Menthon im Süden, Saint-André-de-Bâgé im Südwesten, Replonges und Feillens im Westen sowie Manziat im Nordwesten. Im Südwesten liegt die Gemeinde Bâgé-le-Châtel als Enklave in der Gemeinde. 
Durch die Ortschaft führt die Autoroute A40.

## Geschichte
Der Name Bâgé stammte von einem gallo-römischen Landhaus, welches einem gewissen Balgiasius gehörte. In der Gemeinde bestand eine Kommende des Ordens des Heiligen Lazarus von Jerusalem.

### Bevölkerungsentwicklung
| Jahr      | 1962  | 1968  | 1975  | 1982  | 1990  | 1999  | 2006  | 2012  |
| Einwohner | 1.399 | 1.383 | 1.361 | 1.596 | 1.959 | 2.314 | 2.623 | 3.130 |

## Sehenswürdigkeiten
- Kirche Saint-Michel

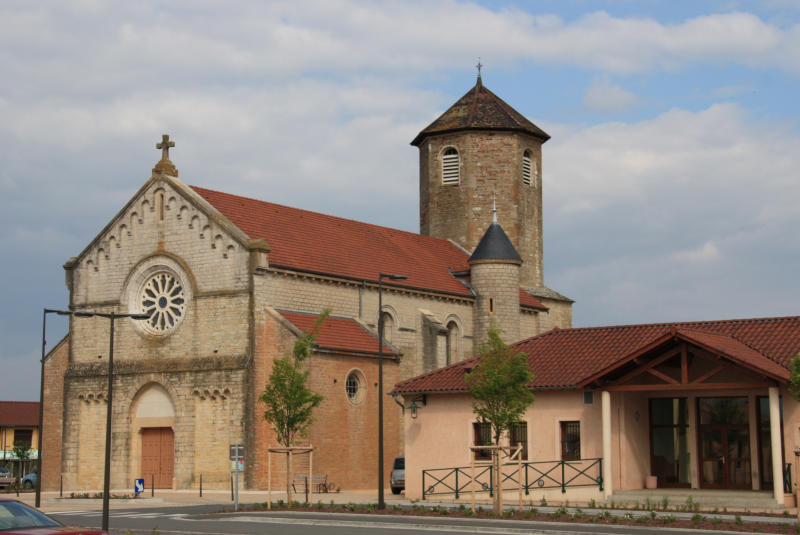
Kirche Saint-Michel

- Kapelle Épaisse, Monument historique seit 1982
- Kapelle Aigrefeuille
- Schloss Raponnet aus dem 18. Jahrhundert
- Schloss Montépin aus dem 13. Jahrhundert
- Schloss La Griffonière

## Persönlichkeiten
- Louis Duret (1527–1586), Leibarzt von Karl IX.

## Partnerschaften
Gemeinsam mit der Nachbargemeinde Bâgé-le-Châtel pflegt Bâgé-la-Ville seit 1991 eine Partnerschaft mit der deutschen Gemeinde Bad Waldsee in Baden-Württemberg.